# Boil, Silistra
Boil (în bulgară Боил, în română Emirler) este un sat în comuna Dulovo, regiunea Silistra, Dobrogea de Sud, Bulgaria. 
Între anii 1913-1940 a făcut parte din plasa Accadânlar a județului Durostor, România. Lângă localitate a mai existat o așezare (azi dispărută) numită Cufalcealar în timpul administrației românești, unde au fost semnalate depozite de muniție ale comitagiilor. 

## Demografie
Componența etnică a satului Boil
     Romi (7,09%)
     Turci (79,82%)
     Nicio identificare (12,41%)
     Altele (1,21%)
La recensământul din 2011, populația satului Boil era de 902 locuitori. Din punct de vedere etnic, majoritatea locuitorilor (79,82%) erau turci, cu o minoritate de romi (7,09%). Pentru 12,41% din locuitori nu este cunoscută apartenența etnică.

### Recensământul românesc din 1930
Componența etnică a comunei Emirler (județul Durostor)
     Români (1,48%)
     Turci (98,52%)
Componența confesională a comunei Emirler
     Ortodocși (1,48%)
     Musulmani (98,52%)
Conform recensământului efectuat în 1930, populația comunei Emirler se ridica la 406 locuitori. Majoritatea locuitorilor erau turci (98,52%), cu o minoritate de români (1,48%). Din punct de vedere confesional, majoritatea locuitorilor erau musulmani (98,52%), dar existau și ortodocși (1,48%).